# Gramática da língua hitita
A gramática da língua hitita possui um sistema verbal altamente conservador e uma rica declinação nominal. A língua é atestada em escrita cuneiforme, e é a língua indo-europeia mais antiga já atestada.

## Declinação básica de substantivos e adjetivos
O sistema nominal da língua hitita é composto pelos seguintes casos: nominativo, vocativo, acusativo, genitivo, dativo-locativo, ablativo, ergativo, alativo e instrumental, e os distingue entre dois números (singular e plural) e dois gêneros, o comum (animado) e o neutro (inanimado). A distinção entre gêneros é deveras rudimentar, com uma distinção geralmente feita somente no caso nominativo, e, por vezes, um mesmo substantivo é atestado em ambos os gêneros.
O esquema básico de sufixação é exemplificado na tabela abaixo, sendo válido para quase todos os substantivos e adjetivos. A palavra modelo utilizada é antuhsa, traduzida como "homem".
|                 | antuhsa homem c. | antuhsa homem c. | antuhsa homem c. | antuhsa homem c. |
| Singular        | Singular         | Plural           | Plural           |                  |
| --------------- | ---------------- | ---------------- | ---------------- | ---------------- |
| Nominativo      | antuhsas         | -s               | antuhses         | -es              |
| Ergativo        | antuhsanza       | -anz(a)          | antuhsantēs      | -antēs           |
| Vocativo        | antuhsa          | -∅               | antuhsa          | -∅               |
| Acusativo       | antuhsan         | -n               | antuhsus         | -us              |
| Genitivo        | antuhsas         | -as              | antuhsas         | -as              |
| Dative/locativo | antuhsi          | -i               | antuhsas         | -as              |
| Ablativo        | antuhsaz(a)      | -az(a)           | antuhsaz(a)      | -az(a)           |
| Alativo         | antuhsa          | -a               | antuhsas         | -as              |
| Instrumental    | antuhsit         | -it              | antuhsit         | -it              |

## Conjugação verbal
Quando comparada com outras línguas indo-europeias antigas, como grego antigo e sânscrito, o sistema verbal hitita é relativamente simples do ponto de vista morfológico. Há duas classes verbais gerais, de acordo com as quais os verbos são conjugados: a conjugação em -mi e a conjugação em -hi. Há duas vozes (ativa e médio-passiva), dois modos (indicativo e imperativo), dois aspectos (perfectivo e imperfectivo) e dois tempos (presente e pretérito).
Ademais, o sistema verbal apresenta duas formas infinitivas, um substantivo verbal, um supino e um particípio. Rose (2006) lista 132 verbos conjugados em -hi, e interpreta a oposição -hi/-mi como vestígios de um sistema de voz gramatical ("voz centrípeta" x "voz centrífuga").
Os sufixos verbais básicos são os seguintes:
|                            | Voz ativa    | Voz ativa      | Médio-passiva        | Médio-passiva        |
| -------------------------- | ------------ | -------------- | -------------------- | -------------------- |
| -mi                        | -hi          | -mi            | -hi                  |                      |
| Indicativo presente-futuro |              |                |                      |                      |
| 1ª p. sing                 | -mi          | -(ah)hi        | -hahari (-hari, -ha) | -hahari (-hari, -ha) |
| 2ª p. sing                 | -si          | -ti            | -ta(ti)              | -ta(ti)              |
| 3ª p. sing                 | -zi          | -i             | -ta(ri)              | -a(ri)               |
| 1ª p. pl                   | -weni        | -weni          | -wasta(ti)           | -wasta(ti)           |
| 2ª p. pl                   | -teni        | -teni          | -duma(ri)            | -duma(ri)            |
| 3ª p. pl                   | -anzi        | -anzi          | -anta(ri)            | -anta(ri)            |
| Indicativo pretérito       |              |                |                      |                      |
| 1ª p. sing                 | -(n)un)      | -hun           | -(ha)hat(i)          | -(ha)hat(i)          |
| 2ª p. sing                 | -s (-t, -ta) | -s (-ta, -sta) | -ta(t)(i) (-ta)      | -at(i) (-tat)        |
| 3ª p. sing                 | -t(a)        | -s (-ta, -sta) | -ta(t)(i) (-ta)      | -at(i)               |
| 1ª p. pl                   | -wen         | -wen           | -wastat              | -                    |
| 2ª p. pl                   | -ten (-tin)  | -ten (-tin)    | -dumat               | -dumat               |
| 3ª p. pl                   | -er (-ir)    | -er (-ir)      | -antat(i)            | -antat(i)            |
| Imperativo                 |              |                |                      |                      |
| 1ª p. sing                 | -(a)llu      | -allu          | -(ha)haru            | -(ha)haru            |
| 2ª p. sing                 | - (-i, -t)   | - (-i)         | -hut(i)              | -hut(i)              |
| 3ª p. sing                 | -du          | -u             | -taru                | -aru                 |
| 1ª p. pl                   | -weni        | -weni          | -                    | -                    |
| 2ª p. pl                   | -ten (-tin)  | -ten (-tin)    | -dumat(i)            | -dumat(i)            |
| 3ª p. pl                   | -andu        | -andu          | -antaru              | -antaru              |

| Substantivo verbal | Infinitivo | Supino | Particípio |
| ------------------ | ---------- | ------ | ---------- |
| -war               | I. -wanzi  | -wan   | -ant-      |
|                    | II. -anna  |        |            |

## Sintaxe
Hitita empregava uma ordem frasal sujeito-objeto-verbo. A sintaxe do hitita possui uma característica digna de nota, que é típica de línguas anatólias: comumente, o início de uma sentença ou cláusula é composto por uma partícula conectiva ou uma forma topicalizada, de modo que uma "cadeia" de clíticos fixos é anexada.

## Literatura

### Dicionários
- Goetze, Albrecht (1954). Review of: Johannes Friedrich, Hethitisches Wörterbuch (Heidelberg: Winter). Language 30.401–405.
- Sturtevant, Edgar H. (1931). Hittite glossary: words of known or conjectured meaning, with Sumerian ideograms and Accadian words common in Hittite texts. Language, Vol. 7, No. 2, pp. 3–82., Language Monograph No. 9.
- Puhvel, Jaan (1984–). Hittite Etymological Dictionary. Berlin: Mouton.

### Gramáticas
- Hoffner, Harry A.; Melchert, H. Craig (2008). A Grammar of the Hittite Language. Winona: Eisenbrauns. ISBN 978-1-57506-119-1
- Hrozný, Friedrich (1917). Die Sprache der Hethiter, ihr Bau und ihre Zugehörigkeit zum indogermanischen Sprachstamm. Ein Entzifferungsversuch. Leipzig: J. C. Hinrichs'sche Buchhandlung
- Jasanoff, Jay H. (2003). Hittite and the Indo-European Verb. Oxford: Oxford University Press. ISBN 0-19-924905-9
- Luraghi, Silvia (1997). Hittite. Munich: Lincom Europa. ISBN 3-89586-076-X
- Melchert, H. Craig (1994). Anatolian Historical Phonology. Amsterdam: Rodopi. ISBN 90-5183-697-X
- Patri, Sylvain (2007). L'alignement syntaxique dans les langues indo-européennes d'Anatolie. Wiesbaden: Harrassowitz. ISBN 978-3-447-05612-0
- Rose, S. R. (2006). The Hittite -hi/-mi conjugations. Innsbruck: Institut für Sprachen und Literaturen der Universität Innsbruck. ISBN 3-85124-704-3
- Sturtevant, Edgar H. A. (1933, 1951). Comparative Grammar of the Hittite Language. Rev. ed. New Haven: Yale University Press, 1951. First edition: 1933.
- Sturtevant, Edgar H. A. (1940). The Indo-Hittite laryngeals. Baltimore: Linguistic Society of America.
- Watkins, Calvert (2004). «Hittite». The Cambridge Encyclopedia of the World's Ancient Languages: 551–575. ISBN 0-521-56256-2
- Yakubovich, Ilya (2010). Sociolinguistics of the Luwian Language. Leiden: Brill.

### Edições textuais
- Goetze, Albrecht & Edgar H. Sturtevant (1938). The Hittite Ritual of Tunnawi. New Haven: American Oriental Society.
- Sturtevant, Edgar H. A., & George Bechtel (1935). A Hittite Chrestomathy. Baltimore: Linguistic Society of America.
- Knudtzon, J. A. (1902). Die Zwei Arzawa-Briefe: Die ältesten Urkunden in indogermanischer Sprache. Leipzig: Hinrichs

### Artigos
- Hrozný, Bedřich (1915). «Die Lösung des hethitischen Problems». Mitteilungen der Deutschen Orient-Gesellschaft. 56: 17–50
- Sturtevant, Edgar H. (1932). «The Development of the Stops in Hittite». American Oriental Society. Journal of the American Oriental Society. 52 (1): 1–12. JSTOR 593573. doi:10.2307/593573
- Sturtevant, Edgar H. (1940). «Evidence for voicing in Hittite g». Linguistic Society of America. Language. 16 (2): 81–87. JSTOR 408942. doi:10.2307/408942
- Wittmann, Henri (1969). «A note on the linguistic form of Hittite sheep». Revue hittite et asianique. 22: 117–118
- Wittmann, Henri (1973). «Some Hittite etymologies». Die Sprache. 10, 19: 144–148, 39–43
- Wittmann, Henri (1969). «The development of K in Hittite». Glossa. 3: 22–26
- Wittmann, Henri (1969). «A lexico-statistic inquiry into the diachrony of Hittite». Indogermanische Forschungen. 74: 1–10
- Wittmann, Henri (1969). «The Indo-European drift and the position of Hittite». International Journal of American Linguistics. 35 (3): 266–268. doi:10.1086/465065